# トレーニングジム
トレーニングジム（training gym）は、筋肉を鍛えるための機器や道具などが置いてある、屋内型の運動施設の事である。「スポーツジム」または単に「ジム」とも呼ばれる。

## 備考
ジムは、英語で「体育館」や「トレーニングジム」などを表す言葉。つづりは「gym」。この言葉の語源は、古代ギリシアで「若者の教育の場」を意味する「ギュムナシオン」。